# Ignatie Darabant

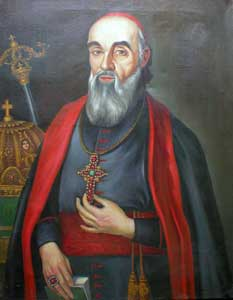
Bischof Ignatie Darabant OSBM

Ignatie Darabant OSBM (lat: Ignatius Darabanth, * Oktober 1738 in Vicea, Kreis Maramureș (Rumänien); † 31. Oktober 1805 in Oradea) war Bischof von Oradea Mare (Großwardein) der Rumänischen griechisch-katholischen Kirche.

## Leben
Ignatie Darabant empfing im Juni 1765 die Priesterweihe. Er war Ordenspriester, Mitglied des Ordens der Basilianer des hl. Josaphat (OSBM). Am 30. März 1789 wurde er von Kaiser Joseph II. zum Bischof von Großwardein ernannt. Er war kaiserlicher Berater, begann mit dem Bau einer neuen Kathedrale, anstelle der 1736 durch Brand vernichtete Bischofskirche. 1792 errichtete er das Priesterseminar des Bistums Großwardein.
Er starb am 31. Oktober 1805, sein Leichnam wurde in der neuen Kathedrale beigesetzt.